# ビリー・クック (野球)
ウィリアム・モンロー・クック（William Monroe Cook, 1999年1月7日 - ）は、 アメリカ合衆国ユタ州デービス郡レイトン出身のプロ野球選手（一塁手、外野手）。右投右打。MLBのピッツバーグ・パイレーツ所属。

## 経歴

### プロ入りとオリオールズ傘下時代
2021年のMLBドラフト10巡目（全体287位）でボルチモア・オリオールズから指名され、プロ入り。契約後、傘下のルーキー級フロリダ・コンプレックスリーグ・オリオールズでプロデビュー。A級デルマーバ・ショアバーズでもプレーし、2チーム合計で29試合に出場して打率.263、6本塁打、29打点、10盗塁を記録した。
2022年はA+級アバディーン・アイアンバーズでプレーし、113試合に出場して打率.221、15本塁打、65打点、25盗塁を記録した。
2023年はAA級ボウイ・ベイソックスでプレーし、120試合に出場して打率.251、24本塁打、81打点、30盗塁を記録した。オフにはアリゾナ・フォールリーグに参加し、メサ・ソーラーソックスに所属した。
2024年、オリオールズ傘下ではAA級ボウイとAAA級ノーフォーク・タイズでプレーした。

### パイレーツ時代
2024年7月30日にパトリック・ライリーとのトレードで、ピッツバーグ・パイレーツへ移籍した。移籍後は傘下のAAA級インディアナポリス・インディアンスへ配属され、この年マイナーでは移籍前を含めた3チーム合計で115試合に出場して打率.275、17本塁打、74打点、25盗塁を記録した。9月8日にメジャー契約を結んでアクティブ・ロースター入りすると、メジャーデビューとなった同日のワシントン・ナショナルズ戦にて「7番・一塁手」で先発出場して1回裏に回ってきた初打席でパトリック・コービンから初安打及び初打点となる2点適時二塁打を記録した。この年メジャーでは16試合に出場して打率.225、3本塁打、8打点、1盗塁を記録した。

## 詳細情報

### 年度別打撃成績
| 年 度    | 球 団    | 試 合 | 打 席 | 打 数 | 得 点 | 安 打 | 二 塁 打 | 三 塁 打 | 本 塁 打 | 塁 打 | 打 点 | 盗 塁 | 盗 塁 死 | 犠 打 | 犠 飛 | 四 球 | 敬 遠 | 死 球 | 三 振 | 併 殺 打 | 打 率 | 出 塁 率 | 長 打 率 | O P S |
| -------- | -------- | ----- | ----- | ----- | ----- | ----- | -------- | -------- | -------- | ----- | ----- | ----- | -------- | ----- | ----- | ----- | ----- | ----- | ----- | -------- | ----- | -------- | -------- | ----- |
| 2024     | PIT      | 16    | 49    | 49    | 5     | 11    | 2        | 0        | 3        | 22    | 8     | 1     | 0        | 0     | 0     | 0     | 0     | 0     | 19    | 0        | .225  | .225     | .449     | .674  |
| MLB：1年 | MLB：1年 | 16    | 49    | 49    | 5     | 11    | 2        | 0        | 3        | 22    | 8     | 1     | 0        | 0     | 0     | 0     | 0     | 0     | 19    | 0        | .225  | .225     | .449     | .674  |

- 2024年度シーズン終了時

### 背番号
- 28（2024年 - ）